# Espace urbain Rhône et Alpes
L’espace urbain Rhône et Alpes est un espace urbain français qui s'étend sur tous les départements de la région Rhône-Alpes (Ain, Ardèche, Drôme, Isère, Loire, Rhône, Savoie et Haute-Savoie).
L'INSEE ne donne cependant pas de liste détaillée et chiffrée sur cet espace urbain.
Les aires urbaines de plus de 100 000 habitants qui le composent sont celles de Lyon, Grenoble, Saint-Étienne, Genève-Annemasse, Annecy, Valence, Chambéry, Bourg-en-Bresse et Vienne. Selon la hiérarchie démographique des régions françaises, il s'agit du deuxième plus grand espace urbain de France.